# Pierre Alechinsky
Pierre Alechinsky (Bruxelas, 19 de outubro de 1927) é um pintor e gravurista belga, mora e trabalha em França desde 1951. É membro do grupo Jovem Pintura Belga e integrante do Grupo COBRA.
Marcada pela espontaneidade e pelo estilo violento de criação, sua obra caminha pela abstração e pelas múltiplas formas de explorar a criatividade. Constituindo-se como artista no contexto do pós-Segunda Guerra, demonstra desde jovem sua vontade de transformação e experimentação de novas saídas para o mundo que se apresenta diante dele.

## Biografia
Desde muito jovem, o artista estuda na École Nationale Supérieure d`Architeture et des Arts Décoratifs, La Cambre, desenvolvendo ilustrações de livros e tipografia. Aos vinte anos, em 1947, se junta ao Jovem Pintura Belga, grupo que um ano depois se integra ao Grupo COBRA. Assume a organização das exposições e da revista COBRA, além de produzir obras de estilo vigoroso e espontâneo para várias mostras. Nesta época, coloca nas telas desenhos feitos com tinta a óleo, quase sempre não-figurativos, ilustrando animais e pessoas estranhas.
Com a dissolução dos grupos, em 1951, vai para Paris, onde explora o surrealismo de Max Ernst. Apesar de não se identificar como integrante deste movimento, sua obra passa por um processo criativo semelhante, o que faz com que participe da última exposição internacional surrealista, organizada por André Breton, em 1963. Viaja aos Estados Unidos e ao expressionismo abstrato realizado pelos artistas norte-americanos, adotando sempre o caráter da experimentação.
No entanto, depois do COBRA, o que mais desperta seu interesse é a gravura inspirada nas caligrafias chinesas e japonesas. Alechinsky conhece Wallasse Ting, em Nova Iorque, interessando-se pela escrita oriental e seu processo de elaboração. Em viagem ao Japão, ainda nos anos 50, percebe que, como canhoto, tem facilidade em escrever da direita para a esquerda, como se escrevesse para ler através do espelho. A partir de então, abandona cada vez mais a pintura a óleo para se dedicar a pintura acrílica. Ao invés de utilizar o cavalete e a tela, prefere o papel de seda apoiado no chão. Principalmente depois de 65, sua obra difere muito da realizada na época do COBRA, buscando sempre novas técnicas e novas experiências, sendo conhecido hoje em dia mais como um artista gráfico do que como pintor.
Como músico amador, tocador de flauta transversal, compara constantemente sua obra com a música. Os traços de suas pinturas se espalham como as notas musicais, formando inúmeras possibilidades de composição. Em qualquer uma das diferentes fases de Alechinsky, a busca pelas novas linguagens e o caráter eruptivo de suas obras estão presentes.